# Venevisión
Venevisión je venezuelanska televizijska mreža u vlasništvu Grupo Cisneros. Osnovao ju je 1961. godine Diego Cisneros.
Jedna je od najvećih svjetskih producenata telenovela, uz Televisu, TV Aztecu, Telemundo, TV Globo, Caracol Televisión, RCN Televisión, ABS-CBN i GMA Network.

## Televizijski kanali
- Venevisión
- Venevisión HD
- Ve Plus TV
- Romanza+ Africa (u suvlasništvu s TV Aztecom)
- ViendoMovies

## Vanjske poveznice
- Službena stranica